# Zeleni bljesak
Zeleni bljesak je optička pojava u atmosferi koja nastaje za vreme zalaska ili izlaska Sunca lomom svetlosti na slojevima svetlosti različite gustoće i traje nekoliko sekundi. Ugao loma zelene svetlosti malo je veći od ugao loma crvene svetlosti, pa je prilikom izlaska i zalaska Sunca njegova gornja ivica zelene boje, a donja crvene. Pojava se može videti na svim geografskim širinama, ali je za opažanje potrebna izuzetno bistra atmosfera bez vlage.

## Miraž
Miraž (franc. mirage, od mirer < lat. mirari: čuditi se) je optička pojava koja nastaje zbog loma svetlosti u atmosferi, kada raslojavanje atmosfere nije jednoliko, pa nastaje totalno odbijanje (reflekija) svetlosti među različito zagrijanim slojevima atmosfere. Zbog toga se npr. planine i ostrva čine kao da su podignuti u visinu i odvojeni od površine Zemlje, predmeti se vide iskrivljeni, dvostruki, trostruki i drugo. Pri donjem miražu je konkavna strana svetlosti okrenuta prema gore, a pri gornjem miražu prema dole. Među pojave miraža ubraja se i fatamorgana.